# Cathédrale-basilique Reine-de-la-Paix de San Miguel
La cathédrale-basilique Reine-de-la-Paix de San Miguel (en espagnol : catedral basílica Reina de la Paz) est une église située à San Miguel au Salvador, à laquelle l’Église catholique donne les statuts de cathédrale du diocèse de San Miguel, de basilique mineure, et de sanctuaire national. Elle est dédiée à Notre-Dame de la Paix (es), la patronne du Salvador.

## Historique
Une première église paroissiale Saint-Michel-Archange est construite vers le milieu du XVIe siècle, peu après la fondation de la ville le 8 mai 1530. L’image Notre-Dame de la Paix (es) qui donnera son nom est découverte en 1682, et la dévotion commence à partir de cette date.
L’église actuelle est construite en remplacement à partir du 21 novembre 1862 sur ordre de Gerardo Barrios. Les matériaux sont importés de partout dans le monde : les tuiles de Belgique, les cloches d’Allemagne, les vitraux du Mexique, et le maître-autel est en marbre d’Italie.
L’église devient cathédrale du diocèse à son érection par Pie X le 11 février 1913. Elle est considérée définitivement terminée pour son centenaire, le 21 novembre 1962, grâce aux travaux de saint Óscar Romero. Elle obtient le statut de basilique mineure le 10 octobre 1966.

## Description
L’église, de style éclectiste, possède deux clochers en façade, de 57 mètres de haut.